# 琼·查尔斯·德梅内塞斯
琼·查尔斯·德梅内塞斯（葡萄牙語：Jean Charles de Menezes；1978年1月7日—2005年7月22日），巴西國民，電工。去世前生活在英國倫敦南部的圖爾斯山地區，2005年7月22日被便衣警員在伦敦地铁斯托克韋爾站槍殺。當時警方認定他跟7月21日發生的倫敦連環爆炸案有關，但事後證明他是完全無辜的。
2005年7月22日早上約9時半，德梅内塞斯離開住所后，就被便衣警察跟蹤，因爲一名在附近的當值警員在比對前一日爆炸案疑犯的閉路電視截圖後認爲有需要跟進。他登上了一輛巴士，並在布里克斯頓地鐵站短暫下了車。看到該站因應前一天預謀爆炸事件的閉站通知，他重新登上了開往斯托克韋爾站的巴士。警察認爲他的行爲“有可疑”，並通知指揮中心。一些特種槍械司令部的持槍員警被派往斯托克韋爾站。約10時，德梅内塞斯進入了該站，拿了一份免費報紙並以蠔卡入閘。經扶手電梯抵達月臺後，他跑至並登上剛抵站的列車，找了一個位置坐下，同時有三名警員跟隨他上車。不久，持槍警察抵達月臺，一名車内的警員用腳抵住車門防止列車開出，並大叫“他在這裏！”向同僚指示“疑犯”位置。隨後，德梅内塞斯在地鐵车厢内被警方制服，随后被警員連開十一槍致命，其中七槍擊中頭部，一槍擊中肩部，另有三槍未打中。警方其後表示因爲懷疑德梅内塞斯準備發動自殺式攻擊，所以射擊了他的頭部而非軀幹，以免射及爆炸品。